# Гостиница Окко
«Гостиница Окко» (яп. 若おかみは小学生! вака оками ва сё:гакусэй!, букв. «Юная хозяйка гостиницы — ученица начальной школы!») — серия японских романов для детей, написанных Хироко Рэйдзё и проиллюстрированных Асами. Издательство Kodansha выпустило 20 книг между 2003 и 2013 годом под импринтом Aoi Tori Bunko.
На их основе в 2006 году была создана манга Эйко Оути, публикующаяся в журнале Nakayoshi и позже выпущенная в виде 7 танкобонов, а также аниме-сериал 2018 года режиссёра Мицуюки Масухара студий Dream Link Entertainment и Madhouse. Кроме того, теми же студиями был снят полнометражный анимационный фильм режиссёра Китаро Косаки. Премьера фильма прошла 11 июня 2018 года на международном фестивале анимационных фильмов в Анси, после чего он вышел в кинотеатрах Франции 12 сентября и 21 сентября 2018 года в Японии. В российских кинотеатрах фильм вышел в прокат 1 октября 2020 года.

## Сюжет
Потеряв родителей в автомобильной аварии, Окко переезжает за город к бабушке, управляющей расположенным у горячего источника рёканом — небольшим отелем в традиционном японском стиле. Там девочке являются дружелюбные привидения, которые помогают ей привыкнуть к жизни в рёкане. Вдобавок она получает знания, необходимые ей как будущей владелице гостиницы, которую Окко предстоит унаследовать.

## В ролях
| Персонажи               | Cэйю           |
| ----------------------- | -------------- |
| Орико «Окко» Сэки       | Сэиран Кобаяси |
| Мацуки Акино            | Нана Мидзуки   |
| Макото «Ури-Бо» Татэури | Сацуми Мацуда  |
| Минэко Сэки             | Ёко Асагами    |

## Признание
Книги вышли общим тиражом более 3 миллионов экземпляров.
Фильм был номинирован на премию «Энни» в номинации «Лучший анимационный фильм — Независимое кино».
В 2018 году фильм стал лауреатом премии Майнити в категории «Лучший анимационный фильм».